# Каировский сельсовет (Оренбургская область)
Каировский сельсовет — сельское поселение в Саракташском районе Оренбургской области Российской Федерации.
Административный центр — село Каировка.

## История
Статус и границы сельского поселения установлены Законом Оренбургской области от 2 сентября 2004 года № 1424/211-III-ОЗ «О наделении муниципальных образований Оренбургской области статусом муниципального района, городского округа, городского поселения, установлении и изменении границ муниципальных образований»

## Население
| 2010 | 2012 | 2013 | 2014 | 2015 | 2016 | 2017 |
| ---- | ---- | ---- | ---- | ---- | ---- | ---- |
| 881  | ↘879 | ↗904 | ↗937 | ↗941 | ↘916 | ↗922 |
| 2018 | 2019 | 2020 | 2021 |      |      |      |
| ↘908 | ↘897 | ↘882 | ↘875 |      |      |      |

## Состав сельского поселения
| № | Населённый пункт | Тип населённого пункта       | Население |
| - | ---------------- | ---------------------------- | --------- |
| 1 | Екатериновка     | село                         | 241       |
| 2 | Каировка         | село, административный центр | 447       |
| 3 | Ладыгино         | деревня                      | 101       |
| 4 | Назаровка        | деревня                      | 25        |
| 5 | Нехорошевка      | деревня                      | 34        |
| 6 | Николаевка       | деревня                      | 2         |
| 7 | Смочилино        | деревня                      | 31        |